# Balabancea
Balabancea – wieś w Rumunii, w okręgu Tulcza, w gminie Hamcearca. W 2011 roku liczyła 354 mieszkańców.